# أيه. إل. كروبر
ألفريد لويس كروبر (بالإنجليزية: Alfred Louis Kroeber)‏ (ولد في يوم 11 يونيو من عام 1876 – توفي في يوم 5 أكتوبر من عام 1960): هو عالم في الأنثروبولوجيا الثقافية. حصل على درجة الدكتوراه تحت إشراف فرانز بواس في جامعة كولومبيا عام 1901، وكانت أول دكتوراه منحتها كولومبيا. كان أيضًا أول بروفسور عُين في قسم الأنثروبولوجيا في جامعة كاليفورنيا، بركلي. لعب دورًا أساسيًا في الأيام الأولى لمتحف الأنثروبولوجيا، حيث شغل منصب المدير من عام 1909 حتى عام 1947. قدم كروبر معلومات تفصيلية حول إيشي، آخر الناجين من شعب ياهي. الذين درسهم لمدة من السنين. كان والد الروائية والشاعرة وكاتبة القصص القصيرة المرموقة أورسولا كيه. لي غوين.

## حياته
ولد كروبر في هوبوكن، نيو جيرسي، لوالدين من الطبقة الوسطى الميسورة: فلورنس كروبر، الذي هاجر من ألمانيا إلى الولايات المتحدة مع والديه وعائلته في عمر 10، وجوانا مولر، ألمانية الأصل. انتقلت عائلة ألفريد إلى نيويورك عندما كان صغيرًا إلى حد ما، حيث دُرّس وارتاد مدارس خاصة. كان لألفريد ثلاثة أشقاء أصغر منه وكان لجميعهم ميول علمية. كانت العائلة مزدوجة اللغة، إذ يتكلمون الألمانية في المنزل، وبدأ كروبر بدراسة اللاتينية واليونانية في المدرسة، بادئًا بذلك اهتمامًا باللغات دام طوال حياته. ارتاد جامعة كولومبيا في عمر 16، انضم إلى مجتمع فيلوليكسيان وحاز على بكالوريوس في اللغة الإنجليزية عام 1896 وماجستير في الدراما الرومنسية عام 1897. بعد أن غير مجال دراسته إلى الأنثروبولوجيا، تلقى درجة الدكتوراه تحت إشراف فرانز بواس في جامعة كولومبيا عام 1901، بانيًا أطروحته على الرمزية التزيينية في مجال عمله بين شعب الأراباهو. كانت أول دكتوراه منحتها جامعة كولومبيا في الأنثروبولوجيا.
أمضى كروبر معظم مسيرته المهنية في كاليفورنيا، في جامعة كاليفورنيا، بركلي في المقام الأول. كان مُدرسًا للأنثروبولوجيا ومديرًا لما كان يُعرف وقتها بمتحف الأنثروبولوجيا لجامعة كاليفورنيا (أصبح الآن متحف فيبي أيه. هيرست للأنثروبولوجيا). سُمي البناء الرئيس لقسم الأنثروبولوجيا في جامعة كاليفورنيا بقاعة كروبر تكريمًا له. بقي مرتبطًا بببركلي حتى تقاعده في عام 1946.

## حياته الشخصية
تزوج كروبر من هينرييتا روتشيلد في عام 1906. أصيبت بالسل (تي بي) وتوفيت في عام 1913، بعد عدة سنوات من المرض.
تزوج مرة ثانية في عام 1926 من ثيودورا كراكاو براون، أرملة التقى بها في واحدة من حلقات الخريجين الدراسية التي كان يدرسّها. حظيا بطلفين: كارل كروبر، ناقد أدبي، وكاتبة خيال علمي هي أورسولا كروبر لي غوين. بالإضافة إليهما، تبنى ألفريد ابني ثيودورا من زواجها الأول، تيد وكليفتن براون، الذين اندرجا تحت اسم عائلته.
في عام 2003، نشر كليفتن وكارل كروبر كتابًا يحوي مقالات عن قصة إيشي، حرراه سويًا، اسمه إيشي في ثلاثة قرون. وهو أول كتاب علمي حول إيشي يضم مقالات كتبها مؤلفون وأكاديميون من الأميركيين الأصليين.

## وفاته
توفي ألفريد كروبر في باريس في يوم 5 أكتوبر من عام 1960.

## تأثيره
رغم أنه عُرف في المقام الأول بأنه عالم في الأنثروبولوجيا الثقافية، قام بعمل هام في مجالي علم الآثار واللسانيات الأنثروبولوجية، وساهم في الأنثروبولوجيا بإيجاد صلات بين علم الآثار والثقافة. قاد تنقيبات في نيومكسيكو، والمكسيك، والبيرو. ساهم في تأسيس معهد الدراسات الإنديزية (آي أيه إس) في البيرو مع عالم الأنثروبولوجيا البيروفي خوليو سي. تيلو وغيره من الباحثين الكبار.

## روابط خارجية
- أيه. إل. كروبر على موقع الموسوعة البريطانية (الإنجليزية)
- أيه. إل. كروبر على موقع إن إن دي بي (الإنجليزية)